# Кировский сельсовет (Наровлянский район)
Кировский сельсовет (белор. Кіраўскі сельсавет) — административная единица на территории Наровлянского района Гомельской области Беларуси. Административный центр — агрогородок Киров.

## История
В 2006 году в состав сельсовета включены населённые пункты упразднённого Красновского сельсовета - д. Буда Красновская, Дзержинск, Красновка, Москалёвка, Ничипоровка, Хоменки.

## Состав
Кировский сельсовет включает 11 населённых пунктов:
- Александровка — деревня
- Братское — деревня
- Буда Красновская — деревня
- Габрилеевка — деревня
- Дзержинск — деревня
- Дятлик — деревня
- Киров — агрогородок
- Красновка — деревня
- Москалёвка — деревня
- Ничипоровка — деревня
- Хоменки — деревня

Упразднённые населённые пункты на территории сельсовета:
- Боровичи — деревня
- Бук — деревня[2]
- Дуброва — деревня
- Ленина — посёлок
- Лисава — деревня
- Михайловка — деревня
- Окопы — деревня
- Радомля — деревня
- Хутор Сергеев — деревня[2]
- Хильчиха — деревня[3]
- Тихин — деревня
- Углы — деревня
- Чапаевка — деревня
- Ясенок — деревня